# اویاندینا
اویاندینا (به لاتین: Uyandina) یک رود در روسیه است که در یاقوتستان واقع شده‌است.